# Лемос, Карлос
Карлос Андрес Лемос Романья (исп. Carlos Andrés Lemos Romaña; род. 3 июня 1988, Вихия-дель-Фуэрте) — колумбийский легкоатлет, специалист по бегу на короткие дистанции. Выступает за сборную Колумбии по лёгкой атлетике с 2013 года, чемпион Боливарианских игр, обладатель бронзовой медали Игр Центральной Америки и Карибского бассейна, серебряный и бронзовый призёр первенств Южной Америки, участник летних Олимпийских игр в Рио-де-Жанейро.

## Биография
Карлос Лемос родился 3 июня 1988 года в городе Вихия-дель-Фуэрте департамента Антьокия.
Впервые заявил о себе в лёгкой атлетике на международном уровне в сезоне 2013 года, когда вошёл в состав колумбийской национальной сборной и выступил на чемпионате Южной Америки в Картахене, где занял четвёртое место в индивидуальном беге на 400 метров и выиграл серебряную медаль в эстафете 4 × 400 метров. Также в этом сезоне в эстафете одержал победу на Боливарианских играх в Трухильо.
В 2014 году в эстафете 4 × 400 метров взял бронзу на Южноамериканских играх в Сантьяго и на Играх Центральной Америки и Карибского бассейна в Веракрусе, тогда как в дисциплине 400 метров стал шестым на Панамериканском спортивном фестивале в Мехико, установив при этом свой личный рекорд — 45,71.
В 2015 году отметился выступлением на чемпионате мира по легкоатлетическим эстафетам в Нассау. На чемпионате Южной Америки в Лиме был четвёртым в беге на 400 метров и третьим в эстафете 4 × 400 метров.
Благодаря череде удачных выступлений удостоился права защищать честь страны на летних Олимпийских играх 2016 года в Рио-де-Жанейро — в программе эстафеты 4 × 400 метров вместе с соотечественниками Антони Самбрано, Диего Паломеке и Джоном Перласой не смог пройти дальше предварительного квалификационного этапа.
В качестве запасного бегуна присутствовал в колумбийской эстафетной команде на Олимпийских играх 2020 года в Токио, но в итоге выйти здесь на старт ему не довелось.
В 2021 году на чемпионате Южной Америки в Гуаякиле вышел в финал в беге на 400 метров, но в решающем забеге участия не принимал.